# Ystradfellte

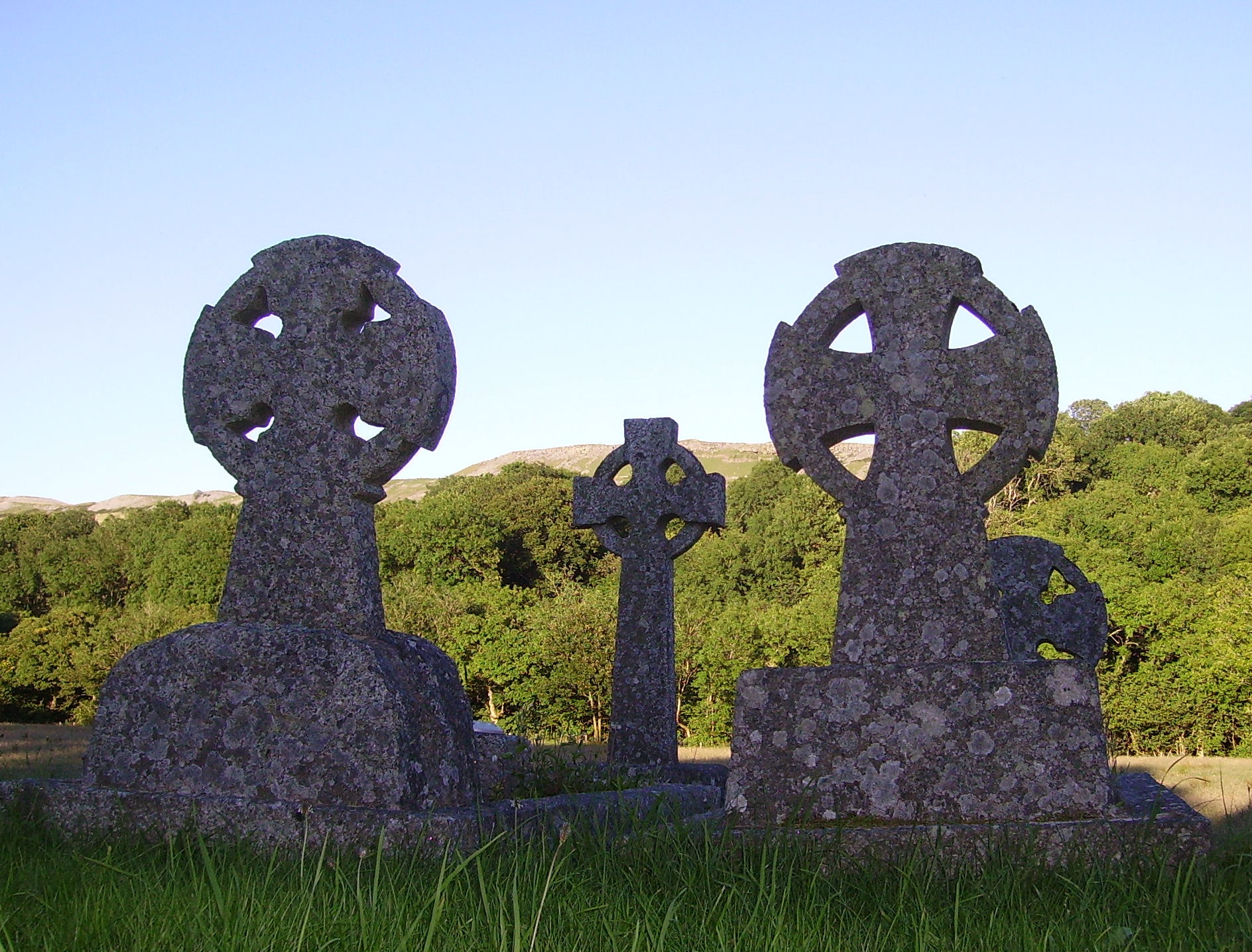
Cimitero di Ystradfellte

Ystradfellte  è un villaggio con status di community del Galles meridionale, facente parte della contea di Powys e situato lungo il corso del fiume Mellte, nell'area nota come Fforest Fawr, che fa parte del parco nazionale delle Brecon Beacons. Conta una popolazione di circa 550 abitanti.

## Geografia fisica
Ystradfellte si trova nell'estremità sud-occidentale del parco nazionale delle Brecon Beacons, tra i villaggi di Pen-y-cae e Penderyn (rispettivamente ad est del primo e a nord-ovest del secondo), a circa 17 kmad est di Abercraf.

## Monumenti e luoghi d'interesse
Tra i principali luoghi d'interesse di Ystradfellte, figurano le cascate sul fiume Mellte, tra cui la Sgwd Isaf Clun-gwyn e la Sgwd Clun-gwyn.

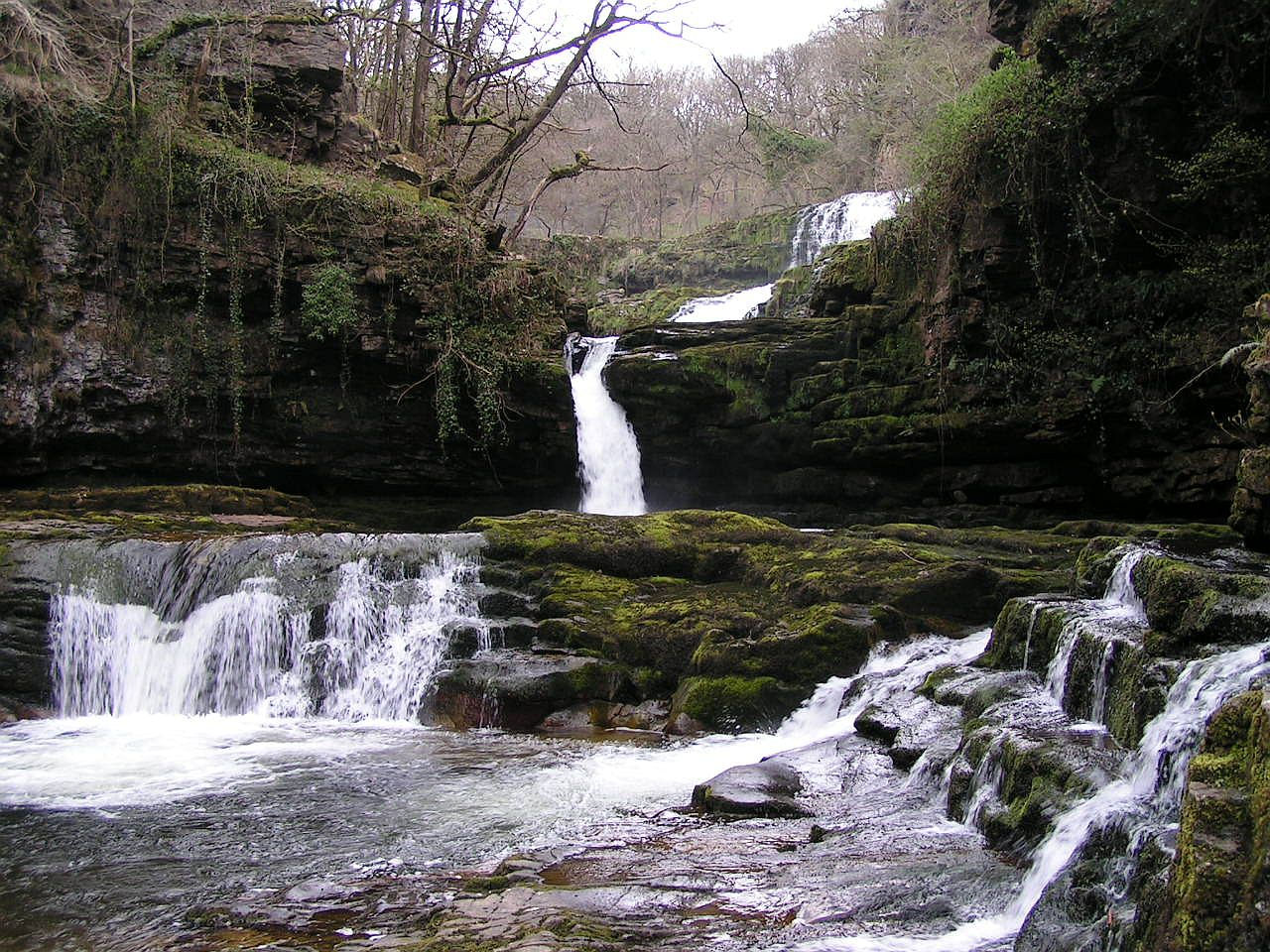
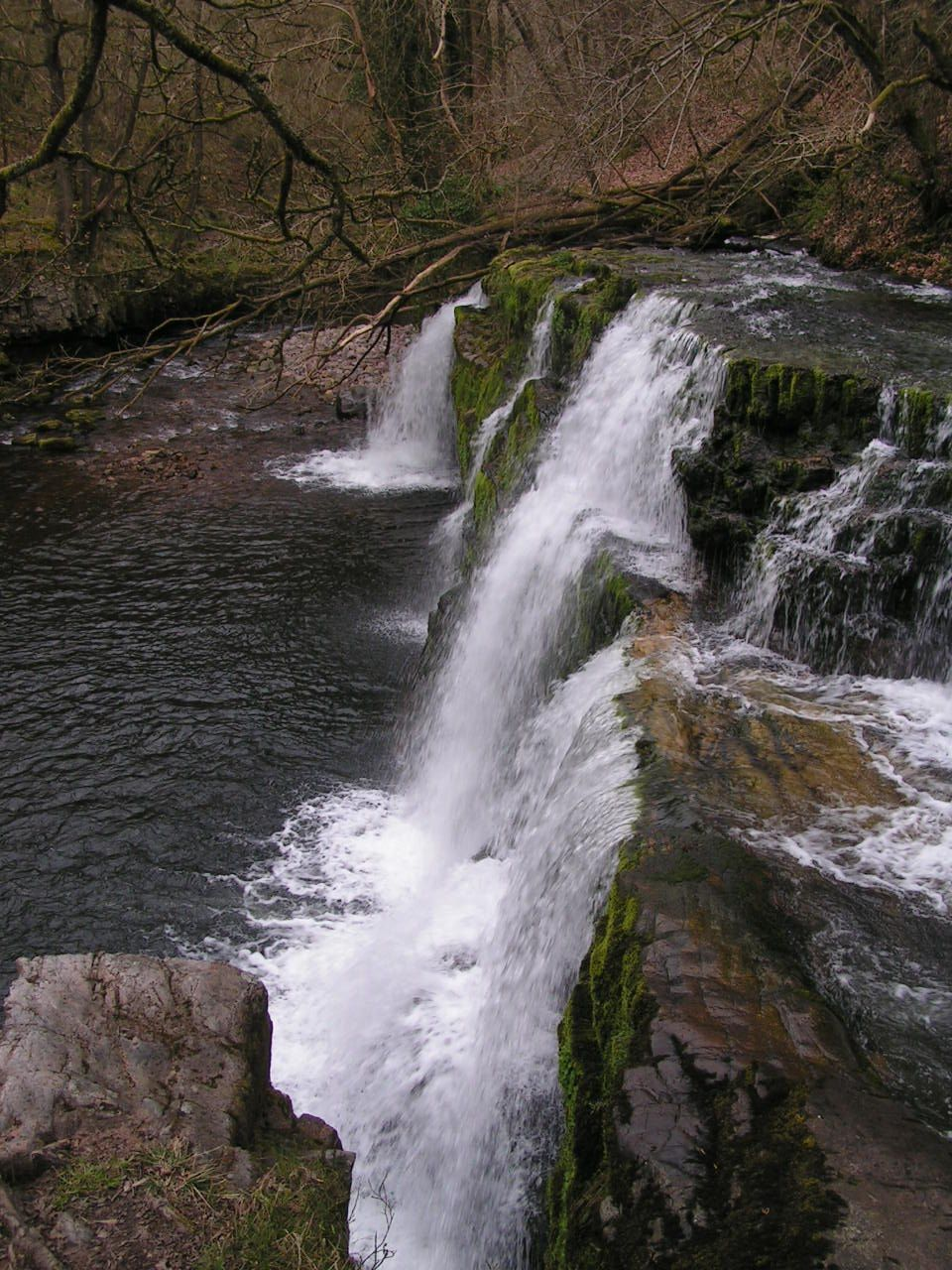

Altro luogo d'interesse è la chiesa di Santa Maria, risalente al XVI secolo.

## Società

### Evoluzione demografia
Al censimento del 2011, la community di Ystradfellte contava una popolazione pari a 556 abitanti, di cui 264 erano donne e 292 erano uomini.